# Gnathia falcipenis
Gnathia falcipenis är en kräftdjursart som beskrevs av David Malcolm Holdich och Harrison 1980. Gnathia falcipenis ingår i släktet Gnathia och familjen Gnathiidae. Inga underarter finns listade i Catalogue of Life.